# Stall
Stall osztrák község Karintia Spittal an der Drau-i járásában. 2016 januárjában 1607 lakosa volt. 

## Elhelyezkedése

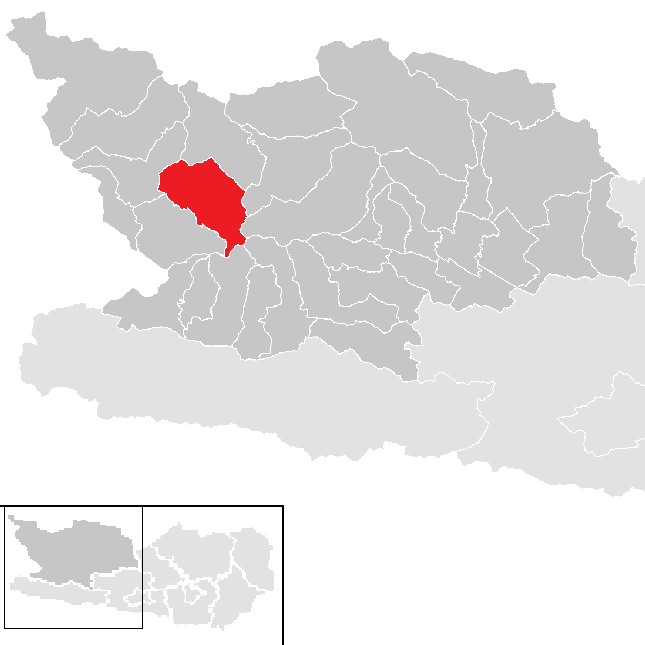
Stall a Spittali járásban

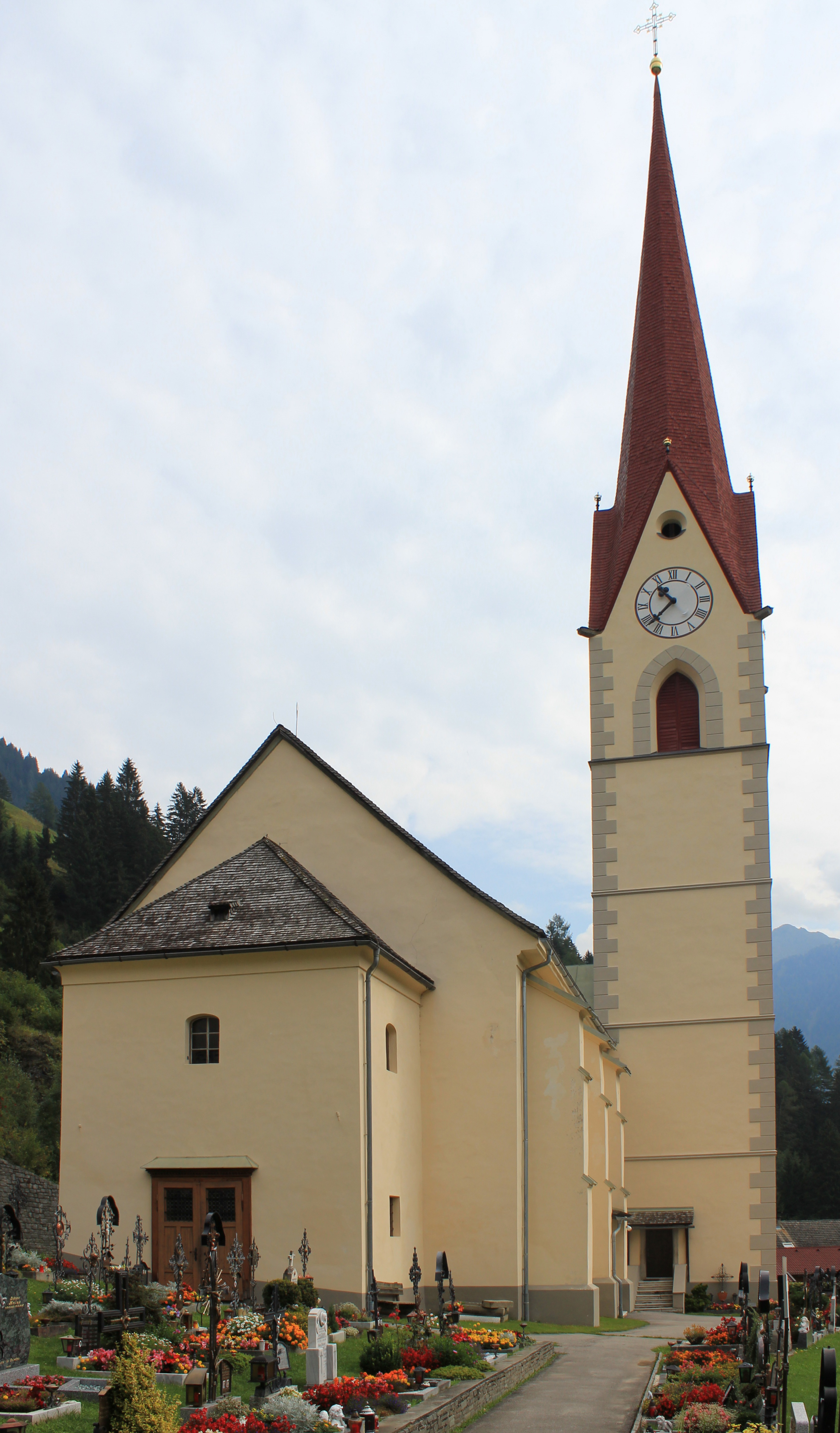
Stall temploma

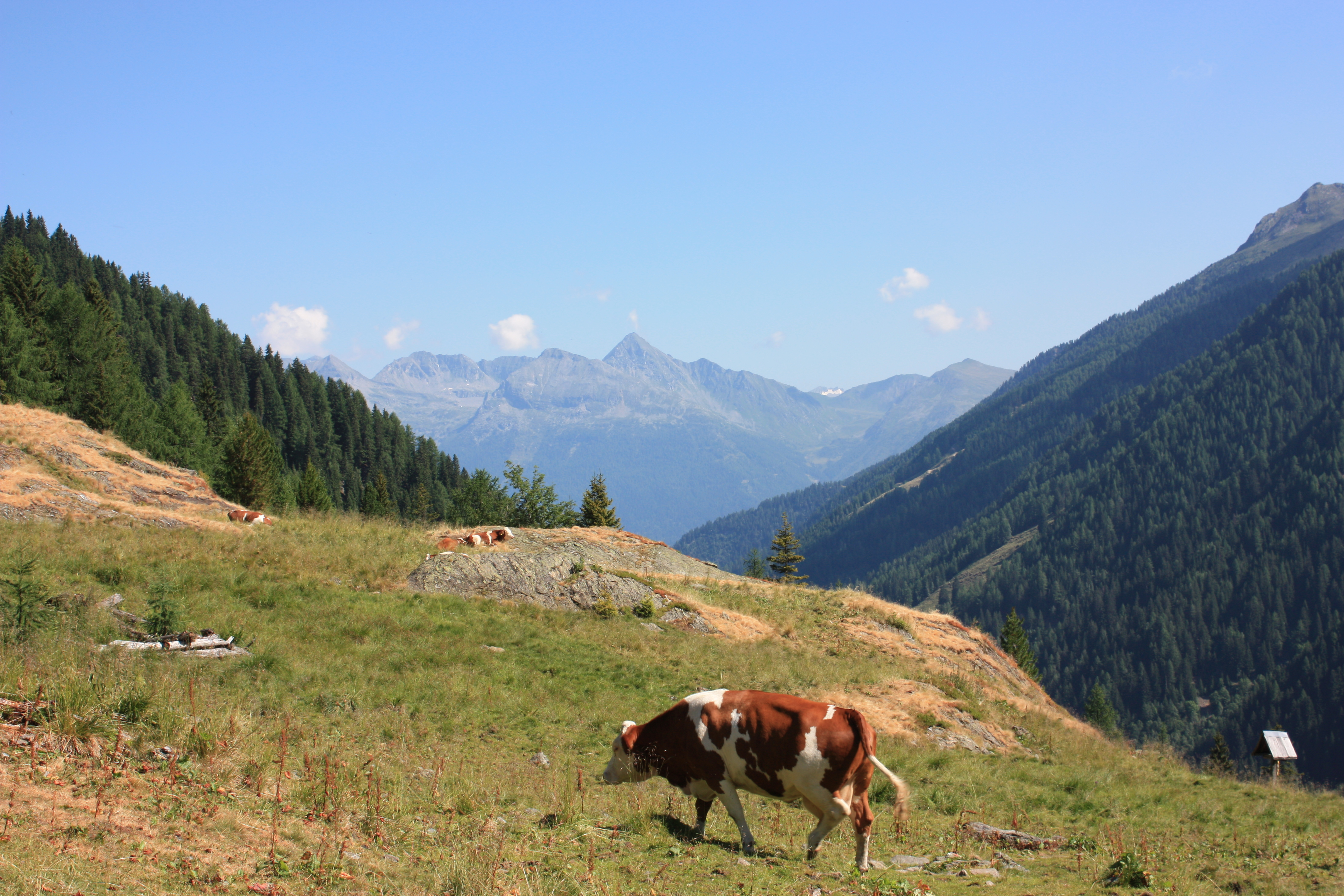
Havasi legelő

Stall Karintia nyugati részén fekszik, a Möll (a Dráva mellékfolyója) középső szakaszán. Északról a Goldberg-csoport (legmagasabb csúcsa a 2745 m-es Sadnig), délről a Kreuzeck-csoport (Hochkreuz, 2709 m) hegyei fogják közre. Az önkormányzat 15 falut és egyéb települést fog össze: Berg ob Stall (48 lakos), Gößnitz (86), Gußnigberg (46), Latzendorf (180), Obersteinwand (54), Pußtratten (142), Rakowitzen (132), Sagas (27), Schwersberg (79), Sonnberg (139), Stadlberg (4), Stall (501), Stieflberg (33), Untersteinwand (93), Wöllatratten (47).  	 	
A környező települések: északra Flattach, északkeletre Obervellach, keletre Reißeck, délkeletre Greifenburg, délre Dellach im Drautal, délnyugatra Rangersdorf, északnyugatra Mörtschach. 

## Története
I.e. 1200 körül illírek települtek meg Felső-Karintiában és Tirolban, majd i.e. 400 körül észak felől kelták érkeztek, akik megalapították Noricum királyságát. I.sz. 50 körül a rómaiak betagolták az államot a birodalmukba; Stall területén a Dráva völgyétől északra, Salzburgba vezető út haladt át. A 6. században szlávok települtek meg itt, a helynevekben az -itz, -ach, -ig , -nig végződések az ő hatásukról tanúskodnak. Stall egyházközségét a 8. században alapították bajor hittérítők, majd a 10. századtól egyre több bajor érkezett, akik megtelepedtek a Möll völgyében.
Stall neve (stall=istálló) egy legenda szerint onnan származik, hogy egy földcsuszamlás után a korábbi Wildegg nevű faluból egyetlen istálló maradt épen. Valószínűbb azonban, hogy a földesúri tanyát, majorságot jelentő latin "curtis stabularia" kifejezésből ered. 957-ben már állt Stall temploma. A település eredetileg a freisingi püspök tulajdonában volt, tőlük a Lurn nemzetséghez, majd az ő kihalásuk után, 1149-ben a salzburgi érsekhez került; ott is maradt egészen 1803-ig. A 12-13. században az érsek egy csatlósa várat épített a falu mellett. 
Stall önkormányzata 1850-ben jött létre és azóta határai, kisebb kiigazításoktól eltekintve, nem változtak. 

## Lakosság
A stalli önkormányzat területén 2016 januárjában 1607 fő élt, ami jelentős visszaesést jelent a 2001-es 1868 lakoshoz képest. Akkor a helybeliek 98,8%-a volt osztrák állampolgár. 97,9%-uk katolikusnak, 0,5% evangélikusnak, 0,7% pedig felekezeten kívülinek vallotta magát. 

## Látnivalók
- a Szt. György-plébániatemplom
- az untersteinwandi Szt. József-templom
- Stall-Wildegg várának romjai

## Fordítás
- Ez a szócikk részben vagy egészben  a   Stall (Gemeinde) című német Wikipédia-szócikk ezen változatának fordításán alapul.  Az eredeti cikk szerkesztőit annak laptörténete sorolja fel. Ez a jelzés csupán a megfogalmazás eredetét és a szerzői jogokat jelzi, nem szolgál a cikkben szereplő információk forrásmegjelöléseként.